# Alma Redemptoris Mater

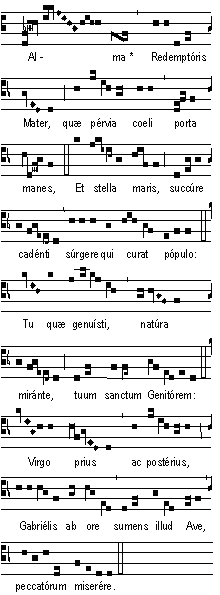
Zapis neumiczny melodii

Alma Redemptoris Mater − łaciński hymn na cześć Maryi Panny, napisany heksametrem, jedna z czterech oficjalnych antyfon maryjnych śpiewanych na zakończenie komplety w liturgii brewiarzowej Kościoła rzymskokatolickiego.
Uznaje się, iż autorem jest Herman z Reichenau. Miał oprzeć się na pismach Fulgencjusza z Ruspe, Epifaniusza z Salaminy oraz Ireneusza z Lyonu. W XIV w. antyfonę zacytował Geoffrey Chaucer w jednej ze swych Opowieści kanterberyjskich. Antyfonę tę uczynił przedmiotem swej medytacji-modlitwy na Placu Hiszpańskim w Rzymie w 1988 Jan Paweł II.
Pierwotnie była odmawiana tylko w okresie od 1. niedzieli Adwentu do Ofiarowania Pańskiego (2 lutego). Polskim odpowiednikiem jest antyfona Matko Odkupiciela.

## Tekst i tłumaczenie
Tradycyjny tekst łaciński:

Alma Redemptoris Mater, quæ pervia cæli

Porta manes, et stella maris, succurre cadenti,

Surgere qui curat, populo: tu quæ genuisti,

Natura mirante, tuum sanctum Genitorem

Virgo prius ac posterius, Gabrielis ab ore

Sumens illud Ave, peccatorum miserere.
Tradycyjne polskie tłumaczenie:

1Matko Odkupiciela, z niewiast najsławniejsza,

Gwiazdo Morska, do nieba ścieżko najprościejsza,

Tyś jest przechodnią bramą do raju wiecznego, 

Tyś jedyną nadzieją człowieka grzesznego.
2Racz podźwignąć, prosimy, lud upadający,

w grzechach swych uwikłany, powstać z nich pragnący,

Tyś cudownie zrodziła światu Zbawiciela,

Tyś sama wykarmiła Twego Stworzyciela.
3Panno, przedtem i potem ze świata podziwieniem,

uczczona Gabryjela wdzięcznym pozdrowieniem;

Racz się wstawić, o Panno, za nami grzesznymi,

ratuj nas, opiekuj się sługami Twoimi.